# Хэлдон, Джон
Джон Фредерик Хэлдон (англ. John F. Haldon; род. 23 октября 1948, Ньюкасл-апон-Тайн, Нортамберленд) — британский историк-медиевист. Эмерит-профессор византинистики и грековедения Принстонского университета. Раньше занимал в нём должность директора центра иранистики и исследований Персидского залива. Член Британской академии (2021). Иностранный член корреспондент Австрийской академии наук (2010).

## Биография
Обучался в Бирмингемском университете, получив степень бакалавра гуманитарных наук, и в Мюнхенском университете, получив степень магистра гуманитарных наук. Вернувшись в Бирмингемский университет, получил здесь степень PhD. Кроме этого Хэлдон изучал историю Греции в Афинском университете, а также историю постримской Британии. С 1980 по 1995 год работал младшим профессором в Бирмингеме после чего получил директора располагающегося при нём центра византинистики, османистики и грековедения. С 2007 по 2013 год — приглашённый профессор Думбартон-Окса, а с 2005 по 2018 год — профессор византинистики Принстона. С 2009 по 2018 год занимал в нём должность директора центра подготовки аспирантов, а с 2013 по 2018 год — ещё и центра иранистики и исследований Персидского залива. Является одним из авторов статей о Греции и Анатолии в «Британнике».
Основные исследовательские интересы Хэлдона — история Византии, государственное устройство стран Европы и Арабского мира в раннее новое время и источниковедение поздней античности и средневековья.

## Работы

### На английском языке
- Recruitment and Conscription in the Byzantine Army c. 550—950: A Study on the Origins of the Stratiotika, Österreichischen Akademie der Wissenschaften (Vienna, Austria), 1979.
- Haldon J. F., Kennedy H. The Arab-Byzantine Frontier in the Eighth and Ninth Centuries: Military Organization and Society in the Borderlands // Zbornik Radova Visantoloskog Instituta. — Belgrade, 1980. — Vol. XIX. — P. 79—116.
- Byzantine Praetorians: An Administrative, Institutional, and Social Survey of the Opsikion and Tagmata, c. 580—900, R. Habelt (Bonn, Germany), 1984.
- (Translator, and author of introduction and commentary) Constantine VII Porphyrogenitus, Three Treatises on Imperial Military Expeditions, Österreichischen Akademie der Wissenschaften (Vienna, Austria), 1990.
- Byzantium in the Seventh Century: The Transformation of a Culture, Cambridge University Press (New York, NY), 1990.
- The State and the Tributary Mode of Production, Verso[англ.] (New York, NY), 1993.
- State, Army, and Society in Byzantium: Approaches to Military, Social, and Administrative History, 6th-12th Centuries, Variorum (Brookfield, VT), 1995.
- Contributor to Virgil S. Crisafulli and John W. Nesbitt, editors, The Miracles of St. Artemio: A Collection of Miracle Stories by an Anonymous Author of Seventh-Century Byzantium, E.J. Brill (New York, NY), 1997.
- Warfare, State, and Society in the Byzantine World, 565—1204, UCL Press (London, England), 1999.
- Byzantium: A History, Tempus Publishing (London, England), 2000.
- (With Leslie Brubaker[англ.]) Byzantium in the Iconoclast Era (c. 680—850): The Sources: An Annotated Survey, Ashgate (Burlington, VT), 2001.
- The Byzantine Wars: Battles and Campaigns of the Byzantine Era, Tempus Publishing (London, England), 2001.
- Byzantium at War, Osprey (London, England), 2002.
- The Byzantine wars : battles and campaigns of the Byzantine era (англ.). — Cheltenham: Tempus Publishing[англ.], 2008. — 235 p. — (Sutton Series). — ISBN 07-524-4565-0. — ISBN 978-0-752-44565-6.
- Editor (With Elizabeth Jeffreys and Robin Cormack), The Oxford Handbook of Byzantine Studies, Oxford University Press (New York, New York), 2008.
- Editor, The Social History of Byzantium, Wiley, 2009.
- The Palgrave Atlas of Byzantine history, Palgrave Macmillan, 2010.
- A Critical Commentary on the Taktika of Leo VI, Dumbarton Oaks Research Library and Collection, 2014.
- The Empire That Would Not Die: The Paradox of Eastern Roman Survival, 640—740, Harvard University Press, 2016.
- A tale of two saints: the passions and miracles of Sts Theodore 'the recruit' and 'the general', Liverpool UP, 2016
- Editor (With Hugh Elton and James Newhard), Archaeology and Urban Settlement in Late Roman and Byzantine Anatolia Euchaïta-Avkat-Beyözü and Its Environment, Cambridge University Press, 2018.
- The De Thematibus (‘on the themes’) of Constantine VII Porphyrogenitus. Translated with introductory chapters and detailed notes, Liverpool UP, 2021

### На русском языке
- Хэлдон Джон. История византийских войн / Пер. с англ. М.А. Карпунина, С.С. Луговского. — М.: «Вече», 2007. — 464 с. — (Terra Historica). — 3000 экз. — ISBN 978-5-9533-1952-2.
- Дэвид Николль[англ.], Джон Хэлдон и Стивен Тернбулл[англ.]. Падение Константинополя. Последние дни Византии. Полумесяц над Босфором / пер. с англ. А. Колина. — М.: Эксмо, 2008. — 256 с. — 3000 экз. — ISBN 978-5-699-29205-9.
- Оксфордское руководство по византинистике / Ред. Э. Джеффрис[англ.], Дж. Хэлдон, Р. Кормак[англ.]; пер. с англ. В. В. Швец; гл. ред. С. Б. Сорочан; ред. А. Н. Домановский, П. Е. Михалицын, А. Г. Чекаль. Вып. 1. — Х.: Майдан, 2014. — 516 с. — (Нартекс. Byzantina Ukrainensia. Т. 3). — ISBN 978-966-372-515-4.